# 奧古斯塔 (伊利諾伊州)
奧古斯塔（英語：Augusta）是位於美國伊利諾伊州漢考克縣的一個村落。

## 地理
奧古斯塔的座標為40°13′57″N 90°57′03″W / 40.23250°N 90.95083°W，而該地最高點為海拔高度202米（即663英尺）。

## 人口
根據2010年美國人口普查的數據，奧古斯塔的面積為1.85平方千米，當中陸地面積為1.85平方千米，而水域面積為0.00平方千米。當地共有人口587人，而人口密度為每平方千米317人。